# 1922

## Події

СРСР

- Поставлено у Нью-Йорку п'єсу Карела Чапека «RUR».
- 1 лютого — політбюро ЦК КП(б)У ухвалило рішення про вивезення 8 млн пудів хліба з голодуючої України до Росії.
- 28 лютого — Велика Британія в односторонньому порядку проголосила Єгипет суверенною державою.
- 27 квітня — ліквідована Якутська область РРФСР; утворена Якутська АРСР.
- 12 жовтня — Семиріченська область РРФСР перейменована на Джетисуйську.
- 18 жовтня — засновано Британську радіомовну компанію Бі-бі-сі.
- 31 жовтня — Беніто Муссоліні став наймолодшим прем'єр-міністром в історії Італії.
- 30 грудня — створений Союз Радянських Соціалістичних Республік.

### Аварії й катастрофи
- 20 травня — Британський вантажопасажирський пароплав Єгипет (Egypt) протаранений біля іспанського мису Фіністерре в Біскайській затоці невідомим судном. Загинуло 86 чоловік.
- 26 серпня — Японський крейсер Ніітака (Niitaka) затонув під час шторму біля берегів Камчатки. Загинуло 300 чоловік.
- 29 серпня — Чилійський пароплав Ітата (Itata) затонув під час шторму біля Кокімбо (Coquimbo). Загинуло близько 230 чоловік.
- Вибори до сейму й сенату Польщі[1]. Українське населення їх бойкотувало.

### Наука
- Олександр Олександрович Фрідман знайшов розв'язок рівнянь Ейнштейна для моделі однорідного ізотропного Всесвіту (див. Рівняння Фрідмана)

### Футбол
- Чемпіоном Люксембургу став ФК «Фола»

## Народились
Дивись також Категорія:Народились 1922
- 1 березня — Іцхак Рабін, ізраїльський військовий і політичний діяч
- 1 березня — Яновський Іван Маркович (літературний псевдонім Микита Коцюба) — український письменник, сатирик, байкар, педагог, заслужений вчитель УРСР.
- 5 березня — П'єр Паоло Пазоліні, італійський письменник
- 8 березня — Матвєєв Євген Семенович, російський актор українського походження
- 12 березня — Джек Керуак, американський письменник
- 22 березня — Товстюк Корній Денисович, український вчений в галузі фізики напівпровідників і матеріалознавства
- 23 березня — Уго Тоньяцці, італійський кіноактор
- 31 березня  — Володимир Марчак, польський письменник і поет.
- 19 квітня — Еріх Альфред Гартманн, німецький льотчик-ас
- 21 квітня — Ростоцький Станіслав Йосипович, російський кінорежисер
- 14 травня — Франьо Туджман, президент Хорватії (1991—1999 рр.)
- 20 травня — Сара Дорон, ізраїльська політик
- 29 травня — Яніс Ксенакіс, видатний грецький композитор
- 3 червня — Ален Рене, французький кінорежисер
- 19 червня — Дущенко Віктор Павлович, український фізик
- 19 червня — Оге Нільс Бор, данський фізик-атомник
- 21 червня — Аванесов Георгій Амбарцумович, український диригент
- 7 липня — Лапиков Іван Герасимович, російський актор
- 7 липня — П'єр Карден, французький кутюр'є
- 10 липня — Бєляєв Михайло Веніамінович,український і білоруський художник ужиткового мистецтва, педагог.
- 23 липня — Даміано Даміані, італійський режисер
- 26 липня — Блейк Едвардс, американський кінорежисер
- 28 липня — Жак Пікар, швейцарський океанолог, один з двох людей, хто побував на дні Маріанської западини
- 30 серпня — Павло Глазовий, український письменник-гуморист
- 8 вересня — Оган Дурян, вірменський диригент і композитор
- 17 вересня — Агоштінью Нету, ангольський поет, політик, перший президент Анголи (1975—1979 рр.)
- 19 вересня — Еміль Затопек, чеський легкоатлет
- 3 жовтня — Жан Лефевр, французький комедійний актор
- 31 жовтня — Папанов Анатолій Дмитрович, російський театральний і кіноактор
- 31 жовтня — Нородом Сіанук, король Камбоджі (1945—1955)
- 7 листопада — Франсеск Торрес Монсо, іспанський скульптор.
- 8 листопада — Крістіан Барнард, південно-африканський хірург
- 11 листопада — Курт Воннегут, американський письменник
- 14 листопада — Бутрос Бутрос-Галі, єгипетський дипломат, 6-й Генеральний секретар ООН
- 15 листопада — Франческо Розі, італійський кінорежисер
- 16 листопада — Жозе Сарамаґо, португальський письменник, нобелівський лауреат 1998 року
- 4 грудня — Жерар Філіп, французький кіноактор
- 11 грудня — Озеров Микола Миколайович, російський спортсмен, спортивний коментатор
- 20 грудня — Джордж Рой Хілл, американський режисер
- 20 грудня — Беверлі Пеппер, американська скульпторка.
- 24 грудня — Ава Гарднер, американська акторка
- 29 грудня — Володимир Миколайович Югай, український живописець, заслужений художник УРСР (1976).

## Померли
Див. також Категорія:Померли 1922
- 20 липня — Марков Андрій Андрійович, російський математик

## Нобелівська премія
- з фізики: Нільс Бор «за заслуги в дослідженні будови атомів і випромінювання, що випускається ним»
- з хімії: Френсіс Вільям Астон «за зроблене з допомогою власноруч винайденого мас-спектрографа відкриття ізотопів великого числа нерадіоактивних елементів і за формулювання правила цілих чисел»
- з медицини та фізіології: Арчибальд Гілл «За відкриття у галузі теплоутворення у м'язі»; Отто Меєргоф «За відкриття тісного взаємозв'язку поміж процесом поглинання кисню та метаболізмом молочної кислоти у м'язі»
- з літератури: Хасінто Бенавенте «за блискучу майстерність, з якою він продовжив славнетні традиції іспанської драми»
- премія миру: Фрітьйоф Нансен «За багаторічні зусилля по наданню допомоги беззахисним»